# ネコの文化
ネコの文化では、人類とネコ（猫、ねこ）との関わりあいのなかで生まれた文化全般（風習、愛玩動物などとしての飼育を含めた日常生活での関係、信仰、創作）について解説する。

## 人間との関わりの歴史

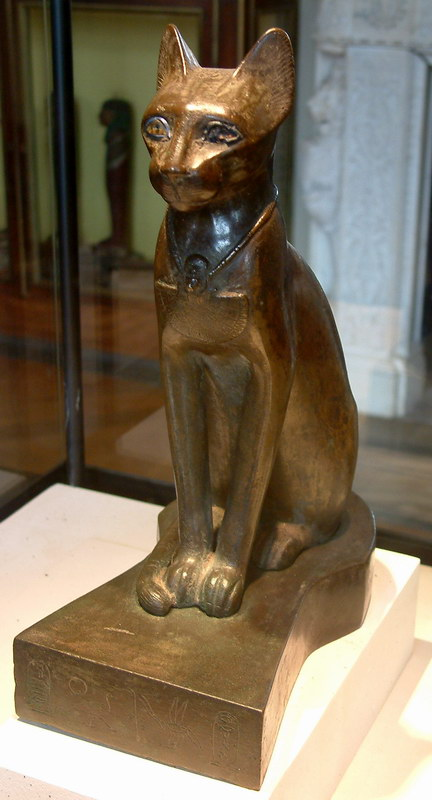
古代エジプトのネコの像（ルーヴル美術館所蔵）

ジェームズ・フレイザーの『金枝篇』によると、中世ヨーロッパでもネコは麦穂の精霊と同一視され、中国でも、獣偏に苗（正字体では「貓」）と書くように、稲穂の精霊とされていたという。ただし、漢の時代には「猫」の字はまだなく、人里近くで目にする犬猫程度の体格の四足獣全般を指す「狸」の字がネコに対しても当てられている。

### 中近東
新石器時代、中近東地域から農耕が広まり始め、穀物が保管されるようになるにつれて、ネズミが爆発的に増加した。このため、穀物庫の番人役としてネコが村の中で重宝されるようになったといわれる。

#### 古代エジプト
古代エジプトでは、ネコがライオンの代わりとして崇拝され、バステト女神として神格化もされていた。そのため、敵側がネコの顔を自らの盾に描いてエジプト兵を追い払ったとも伝えられる。
エジプト第1王朝の時代に毒蛇を殺しファラオを救ったことから猫は大切にされている。その功績から猫頭の女神マフートは、毒蛇やサソリから守る守護神となった。古代エジプトでは、神聖な動物であり、国外へ連れ出すのは禁止していた（フェニキアなどで少数が密輸されたが、ヨーロッパやアジアへの普及はローマ帝国によるエジプト侵略まで待つことになる）。シケリアのディオドロスは、猫を殺すことを禁じていることを記しており、紀元前60年から56年の間に猫を殺したローマ人がリンチされている。またディオドロスは、猫や鷹が海外にいるときは買い戻してでもエジプト国内に連れ戻していたと記述している。
紀元前5世紀の歴史家ヘロドトスは、飼い猫が亡くなると、眉毛を剃って喪に服すと記述している。紀元前1350年頃のトトメス王子の愛猫をミイラにして弔ったのが始まりで、愛猫のミイラ葬が行われるようになった。

#### イスラム世界
イスラム教を信仰する社会や国々では、預言者ムハンマドに愛されていた動物として、好意的に受け入れられてきている。神聖な存在とされる。

### 西洋
人間とネコの関わりを示す、現在知られている世界最古の痕跡としては、キプロス島のシロウロカンボス遺跡にて約9,500年前（考古学でいう紀元前8千年紀中盤、地質学でいう完新世初期〈プレボリエール期；en〉）の墓から人骨とともに埋葬遺体として発見された1匹のネコの骨がある。新石器時代もしくは石器時代後期から人類が既にネコをペットとして手なずけていたことを示唆している。このネコの骨は人骨が埋葬されていた場所からおよそ40cm離れた場所に埋葬されており、遺体の保存状況、位置関係などから、高位の人物が飼い猫を一緒に埋葬したものと考えられる。発掘されたネコが年齢およそ8ヶ月であることから、その人物が死亡した際、一緒に殺されて埋められたとも推測できる。さらには、キプロスの同遺跡においてネコが何らかの宗教的重要性を持つ存在であった可能性も示唆されている。遺体からは屠殺された形跡が見られないため、埋められていたネコはおそらく人間と同様に扱われていたと考えられるという。ただし、同時代の同地域の遺跡からは、人間がネコ科の動物を食用にしていた跡も発見されているという。
ルネサンスの時代には、猫はしばしば魔女の使い魔と考えられ、祭りの間に生きたまま焼かれたり（猫焼き）、高い建物から投げ捨てられたりすることがあった（カッテンストゥッツ）。

### アジア

#### 日本

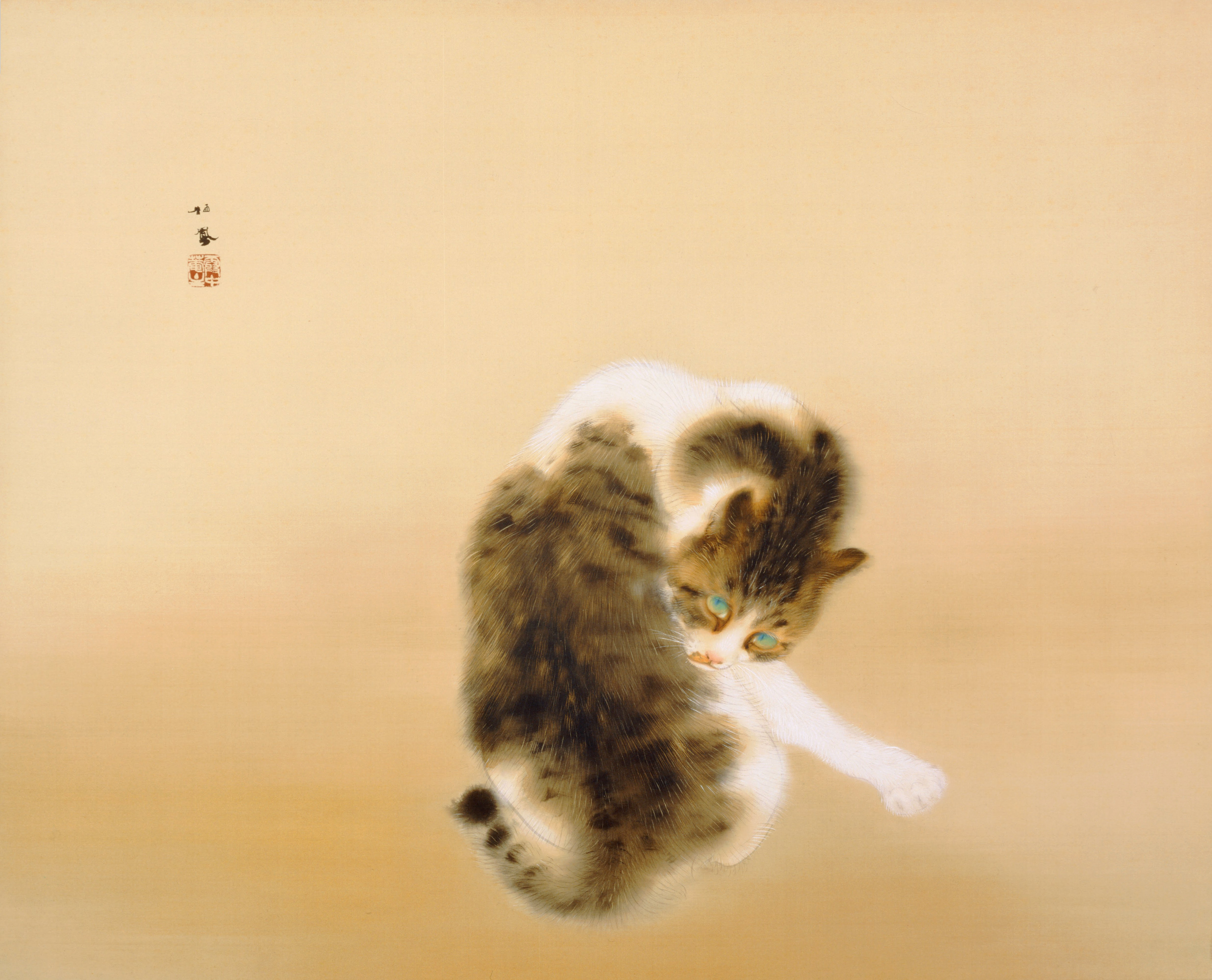
竹内栖鳳 『班猫（はんびょう）』 1924年（大正13年）

縄文時代には家畜としての縄文犬が存在したが、家畜としてのネコ（イエネコ）は確認されていない。考古学的には、2008年に長崎県壱岐市勝本町のカラカミ遺跡より紀元前1世紀のネコの大腿骨など十数点の資料が出土したことから、日本列島においてネコが初めて現れるのは弥生時代とされている。当時の壱岐にヤマネコがいた形跡がないことや現在のイエネコの骨格と酷似しているため断定された。なお、弥生時代には稲作農耕の伝来に伴い大陸から家畜が導入され、ブタやニワトリなどが出現した。続く古墳時代のネコにまつわる遺物としては、2007年に兵庫県姫路市の見野古墳群からネコの足跡が付いた須恵器が出土している。
『日本釋名』では、ネズミを好むの意でネコの名となったとされ、『本草和名』では、古名を「禰古末（ネコマ）」とすることから、「鼠子（ねこ=ネズミ）待ち」の略であるとも推定される。他の説として「ネコ」は眠りを好むことから「寝子」、また虎に似ていることから「如虎（にょこ）」が語源という解釈もある（『言海』）。このように、蓄えられた穀物や、織物用の蚕を喰うネズミを駆除する益獣として古代から農家に親しまれていたと思しく、蛇、狼、狐などとともに、豊穣や富のシンボルとして扱われていた。
ただ、古代にネコが日本に定着していたという物証は乏しい。『古事記』や『日本書紀』などにもネコの記述は無く、文献に登場するのは、『日本霊異記』に、705年（慶雲2年）に豊前国（福岡県東部）の膳臣広国（かしわでのおみ ひろくに）が死後にネコへ転生し、息子に飼われたとあるのが最初である。
奈良時代頃に、経典などをネズミの害から守るためのネコが中国から輸入された。愛玩動物としての記述が見られるのは、『枕草子』や『源氏物語』（「若菜上」）、『更級日記』『明月記』にも登場する平安時代からである。宇多天皇の日記である『寛平御記』（889年〈寛平元年〉）2月6日条には、宇多天皇が父の光孝天皇より譲られた黒猫を飼っていた、という記述がある（#日本初の飼育記録）。また、現代の日本に残っている文物で、最も古い猫の絵は『信貴山縁起絵巻』に描かれた猫である。
鎌倉時代には金沢文庫が、南宋から輸入したネコによって典籍をネズミから守っていたと伝えられている。『今昔物語』には「加賀国の蛇と蜈蚣（むかで）と争ふ島にいける人 蛇を助けて島に住みし話」における「猫の島」の話や、藤原清廉の逸話として「猫怖じの五位（猫怖じの大夫）」がみられる。平安時代には位階を授けられたネコもおり、『枕草子』第六段「上にさぶらふ御猫」によると、一条天皇と定子は非常な愛猫家で、愛猫に「命婦のおとど」と名付け位階を与えていた。ある日、このネコが翁丸というイヌに追いかけられ天皇の懐に逃げ込み、怒った天皇は翁丸に折檻を加えさせた上で島流しにするが、翁丸はボロボロになった姿で再び朝廷に舞い戻ってきて、人々はそのけなげさに涙し、天皇も深く感動したという話である。ネコに位階を与えたのは、従五位下以上でなければ昇殿が許されないためであるとされ、「命婦のおとど」の「命婦」には「五位以上の女官」という意味がある。
日本に伝来してから長きにわたってネコは貴重な愛玩動物扱いであり、鼠害防止の益獣としての使用は限定され、ネコはつないで飼育する動物であったともいわれており、絵巻物などには魔除けの猿同様に紐・綱などでつながれて逃げないように飼育されているネコの様子が多数描かれている。そのため、鼠害対策として慶長7年（1602年）には、洛中の猫の綱を解き放つことを命じる高札が出されたことが、西洞院時慶の日記『時慶記』に記録されている。禁制はかなりの効果があり、鼠害が激減したと言われ、御伽草子の『猫のさうし』は、これに困った鼠が和尚に相談する内容となっているが、同時に猫が帰ってこなくなったり、野犬に噛み殺されたりする事例も増えたという。
一方、日本猫は元々は愛玩用ではなく鼠狩りの益獣として輸入されたため、家で飼われるより外で暮らすことが多かったとの見解もあり、室町時代の幸若舞には京都で猫が自由に外を徘徊している模様が記述されている。しかしながら江戸時代初期までネコがなかなか繁殖せず、貴重な動物として扱われていたのは後述の通りである。
安土桃山時代、九州南部の大名島津義弘は、文禄元年（1592年）からの文禄の役、慶長2年（1597年）からの慶長の役に猫の瞳孔で時間を知るために、7匹の猫を伴って朝鮮に渡ったとされ、生還した2匹の猫を猫神として祀る神社が鹿児島県の仙巌園にある。
豊臣秀吉は猫を可愛がっており、文禄2年（1593年）10月頃に大坂城の奥にいて秀吉がことのほか可愛がっていた猫が行方不明となった。そこで浅野長政に頼んで色々に行方を尋ねさせたことがある。

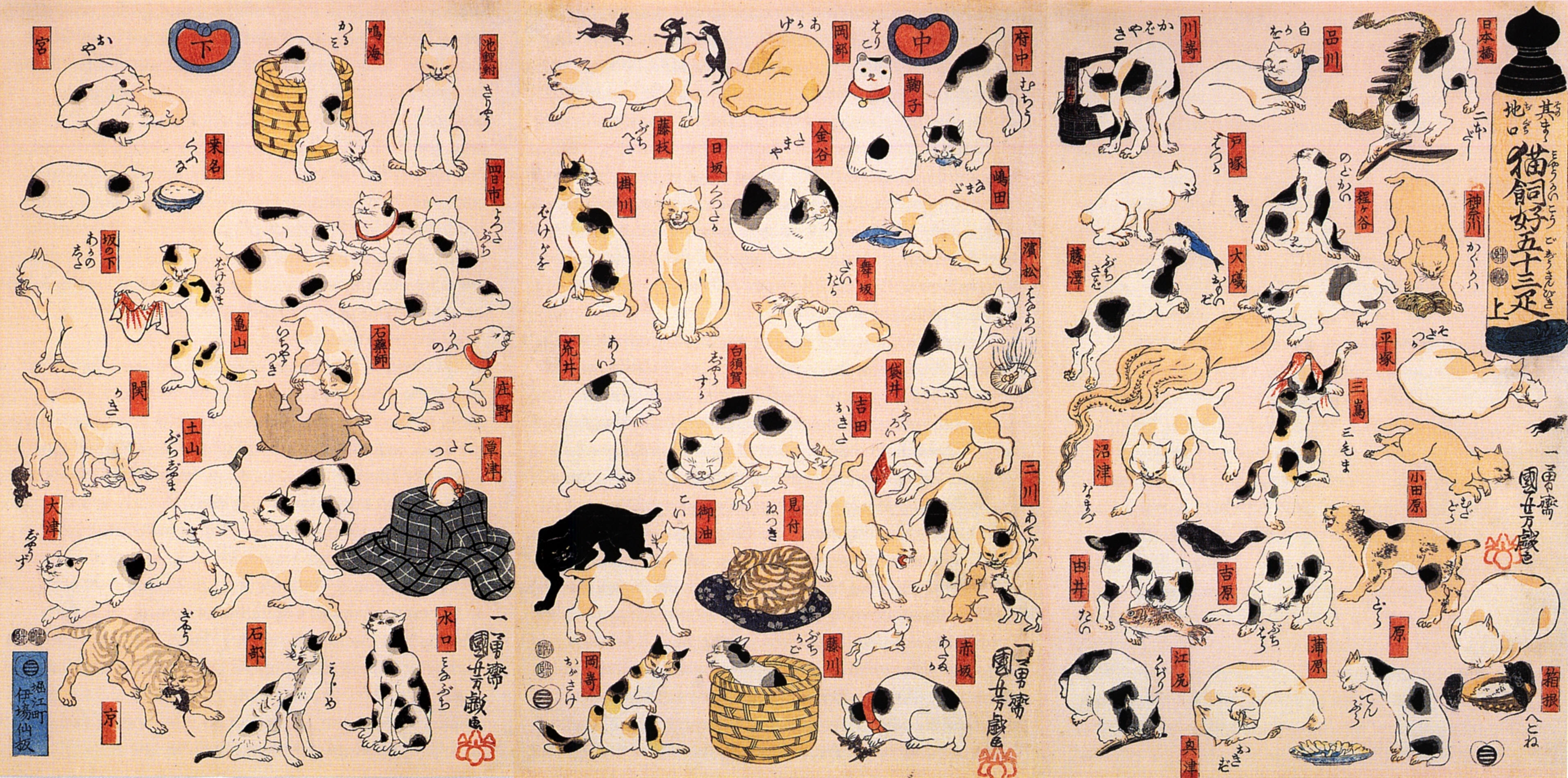
稀代の猫好きとして知られる浮世絵師・歌川国芳による1図 『其のまま地口 猫飼好五十三疋』。詳しくは「歌川国芳#国芳画廊」の画像-10を参照。

江戸時代では、本物のネコが貴重で少なかったために、ネズミを駆除するための呪具として猫絵を描いて養蚕農家に売り歩く者もいた。新田氏宗家で交代寄合旗本であった岩松家では岩松義寄から岩松俊純までの4代にわたって、ネズミ避けのため直筆の猫絵を下付したことで「猫絵の殿様」として知られていた。養蚕地方ではネズミ捕りに長けたネコは、馬の5倍の値が付くほどであったと伝えられ（『甲子夜話』）、寛政年間に濃尾と勢州で鼠害が猛威を奮った際にも、ネコが大変に高値になったとの記録が残っている（水野為長『よしの冊子』）。江戸時代には飼い猫のために「猫の蚤取り」という商売があったことを、山東京伝や滝沢馬琴も書き残している。
慶長7（1602）年には、ネズミを駆除するため京都における幕府の出先機関の京都所司代は、徳川家康の命で猫放し飼い令を発布したことが、西洞院時慶の日記『時慶記』に記されている。
猫絵に描かれたネコが古寺で大ネズミに襲われた主人の命を救う『猫寺』は、ネコの効用を説く猫絵師などが深く関わって流布した説話であると考えられている。しかしネコが繁殖によって数を増やし、一般の庶民・農家にも広まっていくと同時に、ネコの穀物霊としての特質は失われていった。ネコが人々を病から救う薬師（くすし）になったと語る『猫薬師』に霊性が残るのみである。

#### 中国
中国語の音では、「猫」は「耄（mào/ボウ/老）」、「蝶」は「耋（dié/テツ/80歳）」で「耄耋」に通じるため、「富貴」を表す牡丹と共に、「牡丹にとまる蝶を見つめる・または蝶と遊ぶ猫」という画題が長寿富貴を願う吉祥画『耄耋富貴図』として成立した。北宋の徽宗による『耄耋図巻』の模写図などが現存しており、この画題は朝鮮半島を経て日本にも渡り、土佐光起、鈴木春信、宋紫石、椿椿山、蔵三などが描いた作品が知られている。
文学では10世紀の徐鉉が著した『稽神録』には、王建の寵臣の唐道襲が飼い猫が雨と遊んでいる様を眺めていたら猫の身体が伸びていき、遂に龍となって雷雨の空に飛び去っていったという「唐道襲」や、酢の商人が可愛がっていた猫の死を悲しみ、死体を傍に置いていたが腐ってきたので仕方なく河に捨てたが、水に浸かった猫が生き返ったので、商人が河に飛び込んで猫を救おうとしたものの溺死してしまい、猫は川岸に上がってきたので役人がこれを捕らえ、珍事を上司に報告しようとしたところ、猫は捕らえていた縄を切って壁を破り逃げ去った後だったという「鬻醯者」の話などが編まれている。
11世紀、身近な日常に題をとったという北宋中期の詩人梅尭臣は、五白（ウーパイ）と名付けた愛猫を亡くした悲しみを綴った詩『祭猫』（猫の葬式）を残した。
19世紀、清の文人黄漢は、猫の事典『猫苑』を著した。

## 猫の飼育状況や意識
世界で飼育されているネコの数に関しては、イギリスやアメリカ合衆国ではイヌとネコの飼育頭数はほぼ同じであり、アメリカでは30%以上、ヨーロッパでは24%以上の家庭でネコが飼育されており、この数字はなおも増加傾向にある。
猫を好きであるが、猫アレルギーを持つ人もいる。スイスのバイオベンチャー企業であるハイポペット社が、猫が持つ「Fel d 1」というアレルゲンの働きを抑えて、飼い主の症状を軽減させるワクチンを開発中である。
1982年（昭和57年）に実施された世論調査では、約半数がネコが嫌いであるとの結果が得られた日本では、2012年（平成24年）の調査で10.2%の家庭で、970万頭ほどのネコが飼育されている。
ネコ好きな人間がいる一方、東京都では24.1%の市民が猫が嫌いであるという統計が得られている。その主な理由として野良猫の、糞尿、発情期の鳴き声、庭への侵入およびペットや器物への被害などがある。東京都では猫による何らかの被害・迷惑を受けたことがあると回答した人は約8割に及んでいる。また、発情期のネコの鳴き声は人間の幼児が泣く声と非常に似ているため不快に感じる人もいる。

### 猫用品
- 猫の首輪（英語版）、猫鈴（英語版）
- キャットタワー
- 爪とぎ (道具)（英語版）
- 猫ちぐら
- ネコの遊びと玩具(ねこじゃらし、エノコログサ）
- ねこのトイレ（猫砂）
- マイクロチップ (動物用)

### 日本でのネコブーム
1986年には、映画『子猫物語』や漫画『ホワッツマイケル』、バンダイの玩具「猫ニャンぼー」などのヒットにより、「猫商品」が日経ヒット商品番付に登場した。
2010年代に入り、日本では和歌山電鉄貴志駅の名物三毛猫、たま駅長が火付け役となり、空前の猫ブームが巻き起こった。たま駅長の経済効果だけで年間11億円にも上った。2012年から2016年の4年間で飼い猫の頭数が30万匹増え987万匹となり、いずれ飼い犬の頭数を抜くことが予想され、猫の餌代や特集本や猫グッズの売上など、経済効果は関西大学名誉教授の宮本勝浩によると2015年（平成27年）で2兆3162億円と試算された。この風潮を安倍晋三が唱えたアベノミクスになぞらえ「ネコノミクス」との造語が マスメディアを中心に使われ始めた。2月22日の「猫の日」には全国で様々なイベントが好評を博した。猫に関するSNSサイトなどの急増もブームを後押しした。
こうした需要を受けて、賃貸住宅でも「ペット飼育可」の物件が目立つようになった。東京都内では、ネコ飼育限定のアパートメントを貸し出す事業者もある。完全室内飼いを条件とする代わりに多頭飼育も認め、入居が順番待ちとなっている。
2017年からはネコに関する検定試験であるねこ検定が実施されている。

## キャットショー

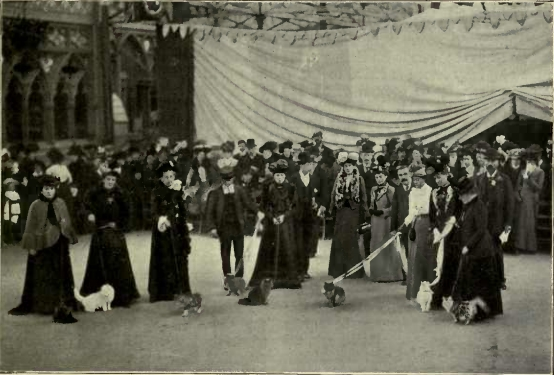
1903年、クリスタルパレスでのキャットショー

歴史上最も古い猫を用いた祭事の記録としては1598年にイギリスで祭りの一環として行われたものが最古であるが、詳細は未だ不明である。
現在の形式につながるショーとして1871年にイギリスはロンドンのクリスタルパレスで初めて開催されて以来、品種の保全や交配のために各地で全国組織の愛猫協会などが主催するキャットショーが行われてきた。イギリスで行われた初期のキャットショーではいくつかの長毛種とブリティッシュショートヘアが出展され、アメリカではメインクーンのためのショーが同時期に開催された。日本においては1956年、東京・日本橋の三越デパートの屋上で日本シャム猫クラブが主催したものが最初で、当時日本ではシャム猫以外に純血種が認識されておらず、出陣された個体もシャム猫だけであった。一般に高級品種のみを対象としたイベントと認識されがちであるが、実際にはハウスホールドペット（純血種ではない雑種などの個体）や去勢猫といった部門もある。

## 家畜・食材としての猫

### 日本

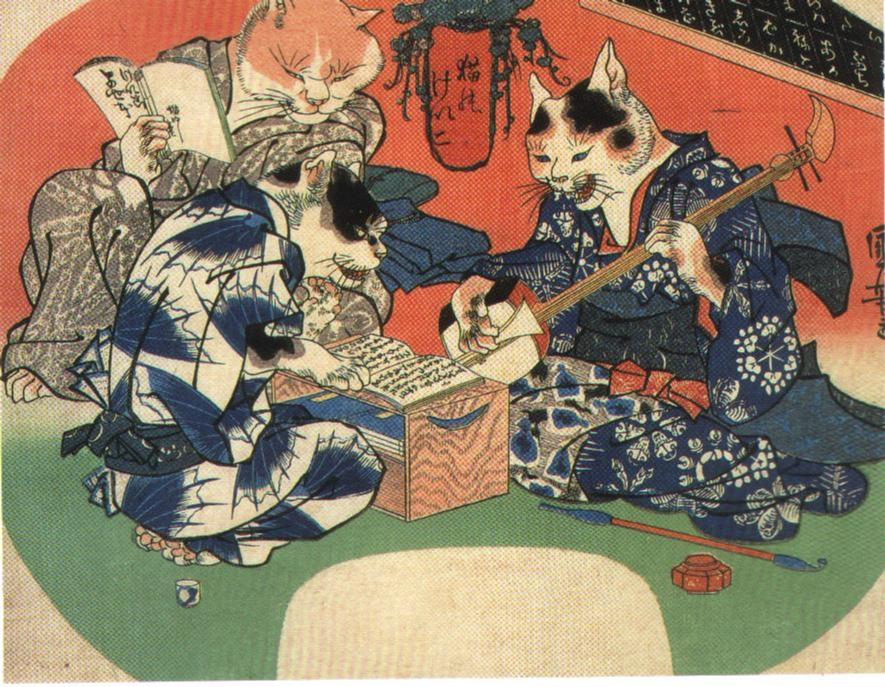
三味線を弾く猫

ネコを家畜として見た場合の利用例としては三味線を挙げられる。16世紀に、琵琶法師の仲小路が琉球（現在の沖縄県）の2弦であった蛇皮線を1弦増やして3弦とし、エラブウナギの皮を獣皮に張り替えたものが三味線となった。犬の皮も使われていたが、猫の皮の方が上物とされていた。
食肉としては、江戸時代ではイヌやネコの肉が一部で食用とされており、天明の大飢饉により米価が高騰し深刻な米不足が起こった際、江戸北町奉行の曲淵景漸がイヌやネコの肉が低価格で流通していることから「米がないならイヌやネコの肉を食え」と発言したと伝わって町人の怒りを買い、江戸市中で打ちこわしまで引き起こす結果となった。一方明治期の夏目漱石が著した『吾輩は猫である』の冒頭などには、貧乏書生が捕まえて煮て食ったなどの話も見られる。昭和初期までは困窮層に「猫鍋」と指して「おしゃます鍋」（『猫じゃ猫じゃ』の歌詞に由来）なる言葉も残っていた。
琉球では近年まで猫食が残っており、1999年には無許可で猫肉を販売していた業者が摘発を受けている。一般に肉食性の哺乳類は肉が臭く、脂肪分が少ないため食用に適さず、後述のように薬膳などに限られていた。琉球では古くから喘息に効くと信じられており、現在でも先島諸島の一部では稀に用いられることがあるという。

### 欧州
スイスには、古くからイヌ・馬とともにネコを食材とした料理が存在し、2011年に新聞によるオンライン・アンケートでは48％が猫を食べたことがあると回答しているが、猫食禁止を主張しているスイス動物保護団体「SOSシャ・ノワレーグ」創設者は、国民の3％が猫を食しているとしている。

### 東アジア・その他の国
中国やその影響を受けた一部の国では、滋養強壮などの薬膳としてネコを食べる。中国（特に南の方）や朝鮮では、イヌやハクビシンなどとともに食材として日常的に市場で売られている地域もあるほか、寅年に縁起物としてトラの代わりにネコを食べる地域もある。

## 文化の中の猫

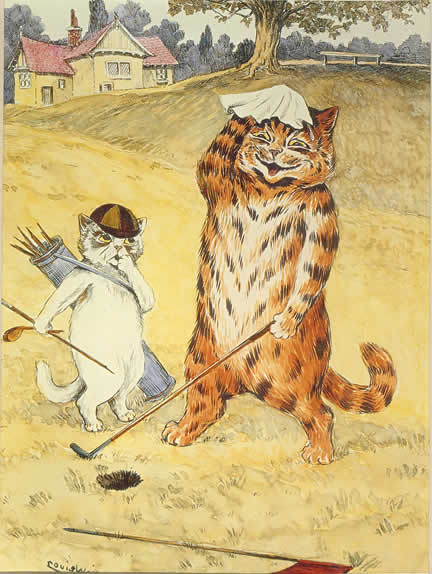
画家ルイス・ウェインは擬人化したネコを多く描いたことで知られる。

### ネコを主題とした作品・架空のネコ
ネコはイヌと同様に、人間に身近な動物であることや、擬人化しやすいことから、漫画・文学作品などのフィクションのキャラクターとしても数多く登場する。

### ネコの象徴化
ネコの性格は気まぐれとされ、行動・習慣はむしろ頑固で多分に自己中心的であり、イヌが飼い主の躾によく反応し強い忠誠心を示すのとは対照的であるとされている。これは、イヌが元来群れをつくる動物であり、飼い主を群れの仲間（多くの場合は自分よりも上位）と認識するのに対して、元来単独で行動するネコでは、そのようなことがないのが原因であると言われる。もちろん全てのネコがそうであるわけではない。例えばロシアンブルーは人見知りではあるが飼い主に忠実であり、イヌのようだと言われるメインクーンは部屋から部屋へ飼い主に付いて行ったり、アビシニアンやソマリは人と遊ぶことを非常に好むなど、ネコの品種によっては、人間の生活様式に順応した性格を生まれ持って具えていることも多い。躾ければ、餌をねだる際にイヌのように「お手」をすることも覚える。また、ネコの飄々とした性質や姿形から、幻想的な象徴として描かれることも多い。『マザーグース』にはバイオリン（fiddle）を弾くネコが登場する。またイギリスなどの英語圏では黒猫はクリスマスカードのモチーフとして定番になっている。
農家にとってネズミを捕るネコは豊穰と富を象徴する生き物だったが、豊穰というものは連続する再生（生産）であり、そのための死（消費）をも意味する。ネコの特徴として、光の量によって大きさの変化する瞳が挙げられるが、これは月の満ち欠けに擬えられた。月もやはり死と再生を繰り返すと考えられていた存在である。後世では、この死を司るという特質が強調されるようになり、中世ヨーロッパでは魔女の使い魔と見做されるようになった。
イスラム世界では、預言者ムハンマドがネコを可愛がっていたと伝えられており、現在でもネコは好まれる。
なお、現代では野猫（ノラネコ）は野生化したイエネコそのものを指しているが、『和漢三才図会』でタヌキを「野猫」としているように、古くはタヌキをネコと呼んでいることから、ネコとタヌキは民俗学的には同一の存在である。中国では「狸」の字でタヌキのほかにヤマネコの類をも指したので、イエネコを「家狸」とも称した。

### 伝説・伝承

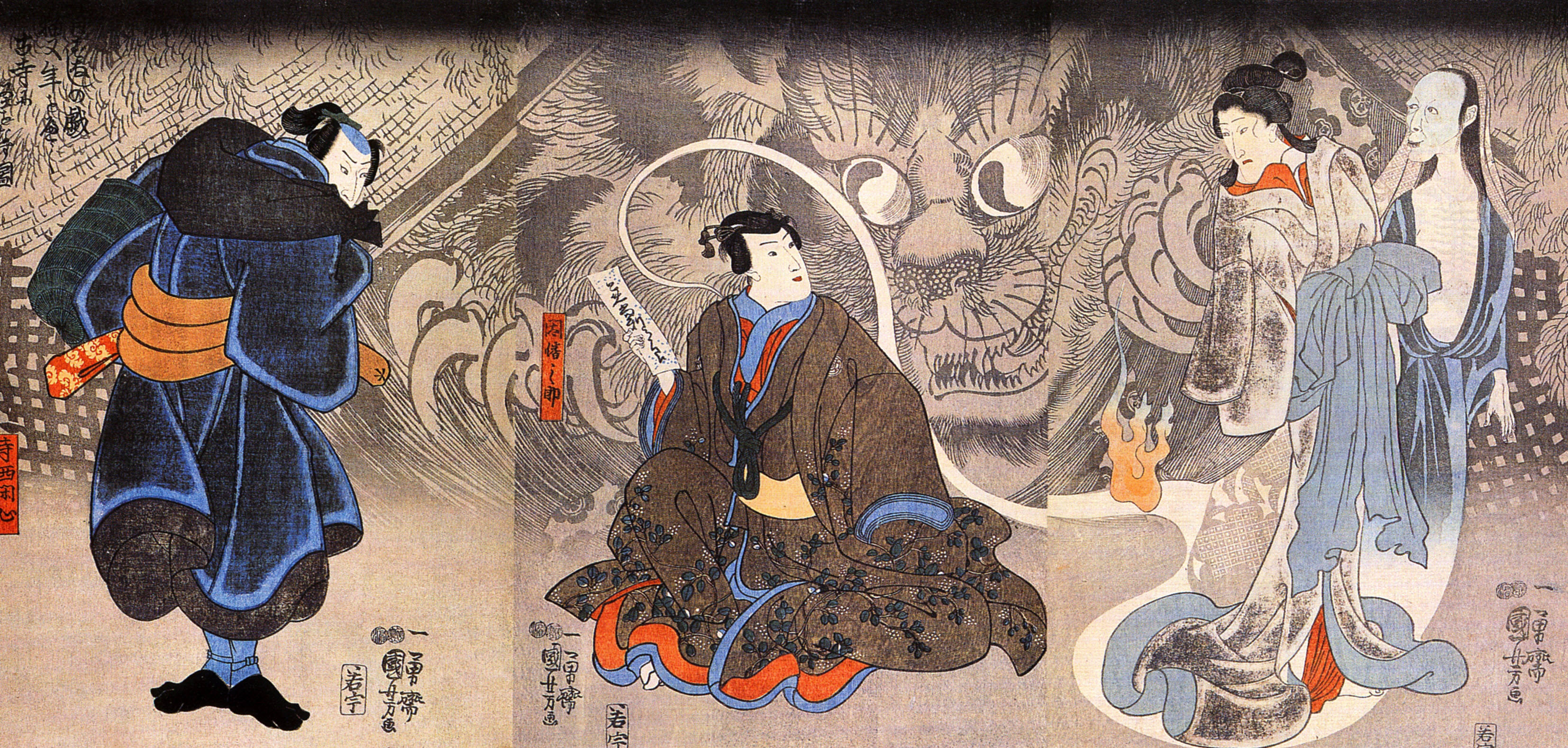
化け猫（歌川国芳画）

昔から日本では、ネコが50年を経ると尾が分かれ、霊力を身につけて猫又や化け猫になると言われている。それを妖怪と捉えたり、家の護り神となると考えたり、解釈は様々である。
この「尾が分かれる」という言い伝えがあるのは、ネコが非常な老齢に達すると背の皮がむけて尾の方へと垂れ下がり、そのように見えることが元になっている。
またスコットランドやハイランドでは同様にネコの妖精ケット・シーの逸話が存在する。
猫又に代表されるように、日本において「3年、または13年飼った古猫は化ける」あるいは「1貫、もしくは2貫を超すと化ける」などと言われるのは、付喪神（つくもがみ）になるからと考えられている。
『鍋島騒動』を始め、『有馬の猫騒動』など講談で語られる化け猫、山中で狩人の飼い猫が主人の命を狙う『猫と茶釜のふた』や、鍛冶屋の飼い猫が老婆になりすまし、夜になると山中で旅人を喰い殺す『鍛冶屋の婆』、歌い踊る姿を飼い主に目撃されてしまう『猫のおどり』、盗みを見つけられて殺されたネコが自分の死骸から毒カボチャを生じて怨みを果たそうとする『猫と南瓜』などは、こういった付喪神となったネコの話である。
ほかにも日本人は「招き猫」がそうであるように、ネコには特別な力が備わっていると考え、人の側から願い事をするという習俗があるが、これらも民俗としては同根、あるいは類似したものと考えられる。
以下、ネコにまつわる日本の妖怪変化の数々を紹介していく。これらの話は、ネコが死と再生のシンボルでもあったことの名残りであろう。
死者に猫が憑く（岐阜県）
飛騨国大野郡の丹生川村（現・岐阜県高山市丹生川町）では、ネコが死者をまたぐと「ムネンコ」が乗り移り、死人が踊り出すと言われ、ネコを避けるために死者の枕元に刃物を置く、葬式のときにはネコを人に預ける、蔵に閉じ込める、といった風習があった。今日もなお、この言い伝えは廃れていない。
この言い伝えについて、2019年に『岐阜新聞』が調べたところ、岩島周一著『飛騨の諺』（1997年）という書物には旧・丹生川村以外に、旧・上宝村、旧・高山市、旧・荘川村、旧・宮川村、旧・清見村にもよく似た言い伝えがあることが判明した。また、丹生川町の住人から昭和50年代に死者に猫を近づけないようにするという風習があったという証言が得られたが、今は知っている人は少ないことが判明している。。
死者に猫が憑く（佐賀県）
佐賀県東松浦郡でも、死者にネコの霊が憑くと言われ、これを避けるために死者を北枕に寝かせた上でやはり枕元に刃物を置き、着物を逆さにかけるという。
死者の骸（むくろ）を盗む猫（愛知県）
尾張国知多郡（現・愛知県知多郡）の日間賀島に伝わる話では、百年以上も歳経たネコの妖怪を「マドウクシャ」と呼び、死者の骸を盗りにくるため、死人の上に筬（おさ、機織機の部品）を置いてこの怪を防ぐという。これと同じく、火葬場や葬列を襲って屍を奪う妖怪は「火車」と呼ばれるが、その正体はネコであることが多い。
生者にも猫は憑く
生きている人間にネコの霊が憑くという伝承もある。
- 伊予国（現・愛媛県）での話によると、飼い猫を殺した者が、のち精神に異常を来たし、「猫が取り憑いた」と言いながら徘徊するようになったという。
- 山口県大島郡では、死んだネコのそばを通ると犬神、蛇神に加えて「猫神」に憑かれると言われ、これを避けるために「猫神うつんな、親子じゃないぞ」と唱えるという。

猫の恩返し
貧乏な寺に飼われていたネコが、世話になった恩返しのため、野辺送りの棺を空に上げて、飼い主の和尚に手柄を立てさせる『猫檀家』という説話がある。
一方、ネコを大事にする風習からネコを神として祀る地域もある。
猫神（養蚕との関連）
宮城県の村田町歴史みらい館の調査によると、猫の石碑が宮城県に51基（特に仙南の丸森町に多く分布）、岩手県に8基、福島県と長野県に6基ずつ存在することが確認された。さらに、宮城県には猫神社が10カ所あることも確認された。これは、江戸時代に養蚕が盛んだった宮城県南部で、蚕の害獣だったネズミを駆除してくれるネコに対して興った信仰だったようだと同館は見ている。また、山形県高畠町の猫の宮も同じく養蚕の守り神である。長野県飯田市の冨士山稲荷神社では、境内社のひとつに猫神が祀られている。ただし、養蚕が盛んだった群馬県では1基も見つかっていない。
猫神（漁業との関連）
宮城県の仙台湾（石巻湾）に浮かぶ田代島では、「猫神様」が島内の猫神社に祀られている。島では漁業・稲作と並んで、かつて仙南と同様に養蚕が盛んだったためネコを大事にする習慣があったが、猫神は大漁の守護神とみなされており、養蚕との直接的な関係は見られない。同島には昔からイヌはおらず、島内へのイヌの持ち込みも島民から拒否されるほどの「ネコの島」が現在も維持されている。
猫返し
東京都立川市に在る「立川水天宮 阿豆佐味天神社」内の「蚕影神社」は、養蚕が盛んな地域であった当地にあって、蚕の天敵であるネズミを駆除する猫を守り神として祀っており、飼い猫の無事や健康、いなくなった飼い猫の帰還に利益があるとされ、「猫返し神社」として親しまれ、参拝者が訪れている。
愛猫家の間では、中納言行平の詠んだ和歌が猫返しのまじないとして知られている。
使い方としては、歌を書き込んだ紙に、いなくなった猫が使っていた食器を被せておく、食事場所や猫のトイレの場所に貼っておく、上の句だけ書いて器を被せ、帰還が叶ったときに下の句を書きこんで願ほどきをする、などがある。
また、「いなばの山」と「猫返し」に関する伝承として、可愛がっていた猫がいなくなって悲しんでいる下女に、六部がいなばの宇山にいると教える「猫山」の民話が山口県、広島県、鳥取県などで採集されている。

### 俗信・迷信
黒猫が通る
日本では、ネコに道を横切られると縁起が悪いとも良いとも言われる。黒猫に前を横切られることを不吉として忌むのは、”A black cat crossing one's path by moonlight means death in an epidemic（月夜に黒猫が横切ぎると、横切られた者が流行病で死ぬ）”というアイルランドの迷信を起源とするものであり、イギリスではむしろこれを幸運の印とすることが多い（黒猫は幸運のシンボルであり、それが自分の前を通り過ぎて行く→幸せが逃げて行く、とも解釈出来る）。また、黒猫を飼うと商売が巧くいくとも言われ（福猫と呼ばれた）、店舗などを営む自営業者が好んで飼う場合もある。
猫には九つの命がある
欧米では、人間から見て命がけのような行動をする猫を、9つ分の命がないと生きていけないと思われた。
漁師の黒猫
イギリスでは、黒猫を飼っていると海難事故を避けられると信じられていた。
幸運を運ぶ黒猫
スコットランドでは、玄関先に知らない黒猫がいると繁栄の兆しと信じられていた。
猫のくしゃみ
イタリアでは猫のくしゃみを聞くと縁起が良いと信じられていた。
死を招く黒猫
16世紀のイタリアでは、黒猫が病人のベッドに寝そべると、その病人に死が訪れると信じられていた。
Matagot
フランスでは、黒猫を大事に世話すると、お返しに富をもたらすと信じられていた。
猫と小川
フランスでは、猫を抱えて小川を渡るのは縁起が悪いと信じられていた。
尻尾を踏むと婚期が遅れる
フランスでは、若い未婚の女性が猫の尻尾をふむと、1年間婚期が遅れると信じられていた。
新居に幸運をもたらす猫
ロシアでは、新しい家のドアを最初に入ったのが猫だと家の持ち主に幸運が訪れるとの言い伝えがある。
猫と噂
オランダでは、猫が街で噂を広めていると信じられていた。
事故死を招くサビ猫
ノルマンディーでは、サビ猫を見ると事故死の前兆と信じられていた。
死後の世界へお供する猫
フィンランドでは、死後の世界へ旅する魂に猫がお供すると信じられていた。
悲運の七年
アイルランドでは、猫を一匹殺すと、運の悪い七年間が続くと信じられていた。
猫が居つきますように
アメリカ合衆国では、新居に移るときは猫を窓から入れると、家から離れないと信じられていた。
縁起の悪い白猫
アメリカ合衆国では、夜間に白猫を見るのは縁起が悪いとされていた。
幸運を呼ぶ猫肉
エウェ人は、猫を珍味として食し、特に頭を食べると幸運が訪れ、未知の土地で死ぬことを免れると信じていた。
縁起の悪い黒猫
ガーナでは、黒猫が夢に出てくると凶兆と信じられていた。
猫と犬の雨が降る
英語では「土砂降りの雨」を指して「raining cats and dogs」という。
日本と欧米での相違
猫の好物は、日本では鰹節だが、欧米ではミルクとされる。また、欧米では猫と犬は仲が悪いとされる。
新居のドアを最初に猫にくぐらせる。
ロシアや極東の風習で、悪いものを見つけ追い出し、家族に幸運をもたらし、居心地のよい家になるという。

### 猫年・猫座
ネコは、東洋では十二支の動物になり損ねた動物の一つということになっている。ただ、十二支の選に洩れた理由として広く語られるネズミの計略による遅延との逸話は後世の創作で、12種の動物が選ばれた時代の中国においてはネコはまだ一部の貴人に飼われ始めたばかりで、庶民には全く馴染みがなかったことが本当の理由であるとされている。対して、竜が選出されているが、これは、架空の動物であっても皇帝の象徴としてこれを知らない者などいなかったためである。
中国の影響を受けつつ、しかし中国より遅れて十二支を整えたタイやベトナムでは、卯（ウサギ）に代えて、もうそのころには一般的になっていたネコを選び出している。
西洋の星座にも、ねこ座は見当たらない。ただし、17世紀になってポーランドの天文学者ヨハネス・ヘヴェリウスが「やまねこ座」を、18世紀には猫好きだった天文学者のジェローム・ラランドが「ねこ座」をそれぞれ作成している。しかしねこ座については認められず、現在では残っていない。

## ネコの名を持つ生物
生物の名にネコが入ることは例が多い。ただし、なぜこれがネコなのかがよくわからない例が多い。わかりやすい例としてミズネコノオ（ミズトラノオより小さいから）、ネコノシタ（葉がざらつくから）、ネコノメソウ（果実の形から）、ウミネコ（鳴き声が似ていることから）キャットフィッシュ（ヒゲが猫を連想させる）、などがあげられる。
- 動物 - ネコハエトリ、ネコグモ、ネコザメ
- 植物 - ネコハギ、ネコヤナギ、ネコノチチ、ネコアサガオ

## 猫の別称
- 狸、貍：古代中国においてタヌキ、キツネ、ネコ程度の体格の持った人里近くにいる四足獣を指した文字。「狸」は新字体（及び簡体字）、「貍」は旧字体（及び繁体字）である。今では「タヌキ」だけを意味しているが、かつてはタヌキもネコも狸の扱いであった[65]。
- 狸奴（りと・りど）
- 家狸（かり）
- 貓：「猫」（新字体・簡体字）に対する異体字（旧字体・繁体字）。
- にゃんこ、にゃんにゃん、にゃーにゃー：鳴き声に由来して生じた、日本の喃語（幼児語）。
- まやー：沖縄方言
- ちゃべ、ちゃっぺ、ちゃちゃ、ちゃこ、ちゃっこ：東北方言、北海道方言。
- ぬこ：インターネットスラング[66]。

## 猫に関係ある場所
島・離島
日本では、後述のように多数の猫が生息している離島がみられ、例として上記のような伝説のある田代島（宮城県石巻市）や、佐柳島（香川県仲多度郡多度津町）、青島（愛媛県大洲市）、相島（福岡県糟屋郡新宮町）などがある。このような島は「猫島」や「猫の島」とも呼ばれる。
日本国外では、マルタ島も「1度は行ってみたい猫の天国」と呼ばれ、人口の倍にのぼる猫が生息する。ギリシャのミコノス島、猫は神様の使者とされるバリ島、スペインフォルメンテーラ島も猫が多く生息する。猫を見る目的でこれらの島を訪れる人が多くみられる。
これらの猫は島内に備蓄していた穀物を食い荒らすネズミを駆除するため持ち込まれた猫の子孫である場合が多く、また、離島では漁業が営まれており、猫は魚を食べるため、漁獲された魚を猫の餌として使うことができたことなどが理由といわれている。
図書館
図書館では図書館猫を飼いネズミの被害を抑えている。
美術館
図書館と同様に、美術品をネズミなどから守るため猫を飼育することがある。ロシアのエルミタージュ美術館は60匹の「ネコ部隊」エルミタージュの猫を擁する美術館として有名である。
大学
イギリスのケンブリッジ大学の学寮には「犬の飼育は禁止だが、猫は構わない」というルールがあり、女子寮を含む複数の学寮で猫が飼われている。
酒造業
イギリスのウイスキー蒸留所やビール醸造所では古くから原料の大麦に寄り付くネズミを駆除するためウイスキーキャットと呼ばれる猫を飼ってきた。害獣駆除スタッフとして文書に記録されたり、蒸留所のマスコットとして親しまれたりしている。
船
ネズミが食料やロープなどを害するため、船乗り猫が駆除のために飼われた。
農場
農場の猫は、ネズミなどから穀物などを守るために飼われた。農場保護は、ねこが家畜化された理由でもあるともされる。

## その他・雑学
オスの三毛猫はほとんどいない/茶トラ猫のほとんどがオス
遺伝上、三毛猫のほとんど全てがメス猫である。ところがごくまれ（3万分の1の確率とも）にオスの三毛猫が生まれる。オスの三毛猫は、海運業や漁業関係者から、海での危難を救う力があると江戸時代から信じられており、最近まで高値で取引されることもあったという。
逆に茶トラ柄の猫のほとんどがオスで、メス猫は少ない。これはメスが茶トラになるには2つのX染色体の両方に「オレンジ遺伝子」が必要だからと考えられている。
猫の死に場所
死を悟ると死に場所を求めて姿を消すと言われるが、実際にはネコには「死」という抽象的概念を認識することは出来ないと考えられる。体調が悪化したり、致命的な傷を負ったときなどは、本能的な防御反応として危険な場所から移動して、身を守りやすい安全な場所に身を隠そうとし、場合によってはそのまま死んでしまうと考えられている。しかし、飼い主への依存度の高いネコの場合、心細くなって主の近くに寄ってくる、あるいは、近くにいてくれるよう求め、結果的に飼い主の目の前で死ぬことになる。
弱った猫の姿を見かけない理由
一般に猫は自分の弱った姿を飼い主や仲間に見せることはない。これは本能的に猫は弱った姿を見せると仲間からいじめられることを知っており、死に場所にたどりつくまで元気な姿を演じるからである。したがって人間は街中で弱りきった猫の姿を見る機会は少なくなる。
猫は家に付く
「犬は人に付き、猫は家に付く」これはイヌとネコの性質を表す上で最も分かりやすい例えである。
飼い主がペットを置き去りにして転居したとする。両者とも初めのうちは飼い主の帰りを待つが、一定の期間が過ぎるとイヌは飼い主を探すためその場を離れるのに対し、ネコは今までと変わらずテリトリー内で平然と暮らし続ける。 このような性質のため、ネコはイヌに比べて環境の変化に敏感であり、転居の際には十分に気を遣わなければならない。 ネコを置き去りにすれば、たいていの場合野良猫として暮らすしかなく、環境にもよるが平均余命は極めて短くなる。
引っ越しをする際、連れていこうとすると嫌がることから、「猫は家に付く」と言われ、そのまま置いてけぼりにされることがあるが、実際には単に「引っ越し」の概念を理解できず、テリトリーを離れることに不安を持っているだけである。元々捨て猫だった場合など、再度捨てられる不安から泣きわめく場合もある。無理やりにでも新居に連れていってやれば、家具についた匂いや飼い主がそこで暮らしていることを確認して、自分の新しい居場所であることを理解し、何の問題もなく飼い主と暮らす。
ネコにマタタビ
ネコ科の動物はマタタビ特有の臭気（中性のマタタビラクトンおよび塩基性のアクチニジン）に恍惚を感じ、強い反応を示すため「ネコにマタタビ」という言葉が生まれた。同じくネコ科であるライオンやトラなどもマタタビの臭気に特有の反応を示す。なおマタタビ以外にも、同様にネコ科の動物に恍惚感を与える植物としてイヌハッカ（キャットニップ）がある。キャットニップは「ネコが噛む草」という意味であり、その名の通り、ネコはこの草を好む。これはこの草の精油にネペタラクトンという猫を興奮させる物質が含まれているからである。ネコに同様の効果をもたらす植物としてそのほかに荊芥、キャットミントがある。バレリアンの成分に吉草酸が含まれ、ネコはバレリアンの香りを特に好む。
猫水
日本の住宅街では、水の入ったペットボトルが通り沿いに並べてあるのを見ることがある。これは、ネコが塀の上を歩くのを妨害するために置かれていたものが形骸化したものとされ、俗に「猫水」と呼ばれている。放し飼い（ノラ）ネコのマーキングやトイレに困っている民家の住人などがプランター（植栽）や塀ぎわなどに並べてある場合もある。こちらは「水に反射した光をネコが嫌う」「ネコはきれいな水のそばでトイレしない」との解釈によるものであるが、元はニュージーランドで影響力のあった園芸家のエイオン・スカロウによる「芝生の上に水の入ったペットボトルを置いておくと、犬が入ってこない」というエイプリルフール・ジョークが真実と受け止められて広まってしまったものである。実際にペットボトルにはいった水を嫌うようなネコは少なく、設置しても初めの数分警戒するだけで、その後は全く気にしないことが多い（ペットボトルに対し不快な経験があればこの限りではない）。猫のような大脳の発達した動物は学習能力に優れ、このような単純な反射行動を反復し続けることはない。猫水はあまり意味がないばかりでなく、場所によっては収れん火災の危険を孕んでいる。
飼育による健康効果
ミネソタ大学脳卒中研究所のアドナン・クレシ教授によると、猫を飼っている人は心筋梗塞などでなくなる確率が40%低いことが判明した。
猫の尿はブラックライトに反応する
猫の尿はブラックライトに反応することから、尿が原因となっている悪臭の場所をピンポイントで探すことができる。これは猫の尿に含まれる蛍光物質であるビタミンB2のためである。
日本初の飼育記録
宇多天皇の日記、『寛平御記』寛平元年（889年）12月6日は、日本の文献に実物のネコが初めて現れる。その内容である。
「閑暇を利用して私のネコについて書くこととする。（今から5年前に）大宰少弐の任を終えた源精から、先帝（光孝天皇）に奉られた（唐土からの）ネコである。
在来のネコは浅黒いものだが、自分の飼うこのネコは墨のような黒で珍しく「韓盧（中国の黒い名犬）」のようである。身長は一尺五寸（45cm）高さ六寸（18cm）。うずくまると黒い小さな秬（キビ）の粒のようになり、伸びれば弓を張ったように長くなる。瞳は光り輝いて針のように揃った穂先のようで、耳は匙のようにピンと立って揺らがない。寝るときは丸くなって足や尾が見えなくなり堀中（穴の中）の黒い宝玉のようであり、歩くときはひっそりとし少しも足音を立てず雲上の黒竜のようである。
性質は、導引術を好み、五禽戯という5種の動物の動きをまねた健康術の動きを自然に身につけている。常に頭を低くし尾を地につけているが、立ち上がれば二尺（60cm）ほどになる。毛色のいいのはその健康術のためだろうか。夜にネズミを捕る能力も他のネコより優れている。
先帝はこのネコを献上されてから数日後に、私にくだされたのである。先帝から賜ってもう5年になるが毎朝、乳粥をやって育てている。このネコの才能が優れているから愛するのではない。先帝から賜ったものはどんなものでも大切にしているだけである。
ネコに向かって話しかける。お前は陰陽の気（命）を持っていて、両肢（手足）、七竅（目鼻口耳）を備えているのだから私の心がよく分かるだろう？というと、ネコはしゃべれないのが悔しそうに、ため息をついて首を上げ、私の顔を仰ぎ見て悲しそうな顔をした。」